# Vastenavondkamp
Het Vastenavondkamp (in de streektaal  't (oorspronkelijk de) Vastelaoveskamp) is een woonwijk in het stadsdeel Blerick in de gemeente Venlo in de Nederlandse provincie Limburg. De wijk telt 4040 inwoners (2006 Centraal Bureau voor de Statistiek).
De wijk is niet vernoemd naar de vastelaovend, maar  naar een boerderij die vroeger aan de St. Jozefstraat stond. Deze boerderij heette hoeve Vastenavondkamp. De naam van de boerderij houdt wel verband met het volksfeest.
De bouw van wijk de begon in 1957, begin jaren zeventig was ze geheel gereed. De opzet is ruim, de brede straten zijn berekend op autoverkeer en er is een duidelijke functiescheiding tussen wonen en werken.

## Wijkindeling
Het noordelijke deel van de wijk bestaat vooral uit huurwoningen terwijl het zuiden vooral koopwoningen gebouwd zijn. Aan de westzijde scheidt een groene buffer de buurt van andere buurten. Hier ligt ook het Zilvermeer, een park waar ook mensen uit aangrenzende wijken komen wandelen en waar kinderen kunnen spelen.